# North Plymouth (Massachusetts)
North Plymouth es un lugar designado por el censo ubicado en el condado de Plymouth en el estado estadounidense de Massachusetts. En el Censo de 2010 tenía una población de 3.600 habitantes y una densidad poblacional de 399,65 personas por km².

## Geografía
North Plymouth se encuentra ubicado en las coordenadas 41°58′30″N 70°40′44″O / 41.97500, -70.67889. Según la Oficina del Censo de los Estados Unidos, North Plymouth tiene una superficie total de 9.01 km², de la cual 3.23 km² corresponden a tierra firme y (64.12%) 5.78 km² es agua.

## Demografía
Según el censo de 2010, había 3.600 personas residiendo en North Plymouth. La densidad de población era de 399,65 hab./km². De los 3.600 habitantes, North Plymouth estaba compuesto por el 85.86% blancos, el 3.83% eran afroamericanos, el 0.56% eran amerindios, el 1.11% eran asiáticos, el 0.08% eran isleños del Pacífico, el 4.72% eran de otras razas y el 3.83% pertenecían a dos o más razas. Del total de la población el 2.47% eran hispanos o latinos de cualquier raza.